# NGC 6903
NGC 6903 في الفهرس العام الجديد، هي مجرة، تقع في كوكبة الجدي (كوكبة). اكتشفت في 14 يوليو 1830 بواسطة جون هيرشل.

## روابط خارجية
- NGC 6903 على موقع ويكي سكاي: DSS2, SDSS, GALEX, IRAS, Hydrogen α, X-Ray, Astrophoto, Sky Map, Articles and images